# Antonio Oneto
Antonio Oneto (Chiavari, 1º aprile 1826 – Puerto Deseado, 21 giugno 1885) è stato un esploratore e navigatore italiano.

## Biografia
Ottenne il diploma di capitano di lungo corso presso la Reale Accademia Navale di Genova nel 1852. Tra il 1857 ed il 1862, a bordo del brigantino Giovannina, navigò nei mari dell'India, dell'Estremo Oriente, dell'Indonesia sino a giungere in Australia. Nel 1868 si trasferì in Argentina dove l'anno seguente fondò la compagnia di navigazione Italo-Platense, dedita al trasporto passeggeri lungo la rotta tra Genova e Buenos Aires. Nonostante le tariffe competitive e la modernità della flotta la sorte della compagnia fu sin dall'inizio piuttosto travagliata. Infatti, a causa della mancanza di un numero sufficiente di investitori, l'amministrazione dovette ricorrere ben presto a crediti per poter sostenere le sue fragili finanze. La sempre più difficile situazione finanziaria unita alle divisioni tra i soci spinse Oneto dopo solo un anno a lasciare la società che lui stesso aveva fondato.
Nel 1875 il presidente argentino Nicolás Avellaneda nominò Oneto commissario governativo del territorio del Chubut e presidente della commissione per distribuzione delle terre ai coloni. In particolare per questo suo secondo incarico si distinse per gli sforzi fatti per dotare i coloni gallesi che si erano insediati lungo il basso corso del Chubut di strutture amministrative e sociali che ne favorissero l'integrazione. Gli fu inoltre affidato il delicato incarico di sovraintendere al tracciamento dei confini tra l'Argentina ed il Cile. Nel 1879, quando le tensioni tra il governo di Buenos Aires e quello di Santiago erano ormai sul punto di sfociare in un conflitto, Oneto fu incaricato dalla Commissione esplorativa delle Terre della Patagonia di osservare ed esplorare quelle aree ignote della Patagonia che erano oggetto di contesa tra i due paesi. L'anno seguente continuò il lavoro di Francisco Moreno, che nel frattempo era tenuto prigioniero dai Tehuelche.
Nel 1883 esplorò la valle del río Deseado. Giunto nei pressi della foce, dove vi erano solamente alcune costruzioni della marina, Oneto vi scorse l'opportunità di costruirvi una nuova colonia. Il 7 febbraio 1884 sottopose al ministro dell'interno Bernardo de Irigoyen un progetto per la creazione alla foce del Deseado di una nuova cittadina. Il 15 luglio dello stesso anno il progetto fu approvato e la colonia di Puerto Deseado fu ufficialmente fondata. Nel luglio dello stesso anno giunsero sul posto con i primi ventotto coloni assieme ad Oneto, il quale tuttavia morì nel giugno 1885, senza veder mai terminata la realizzazione della sua colonia.